# Persicaria tinctoria
Persicaria tinctoria là một loài thực vật có hoa trong họ Rau răm. Loài này được (Aiton) H.Gross miêu tả khoa học đầu tiên năm 1919.

## Tập ảnh

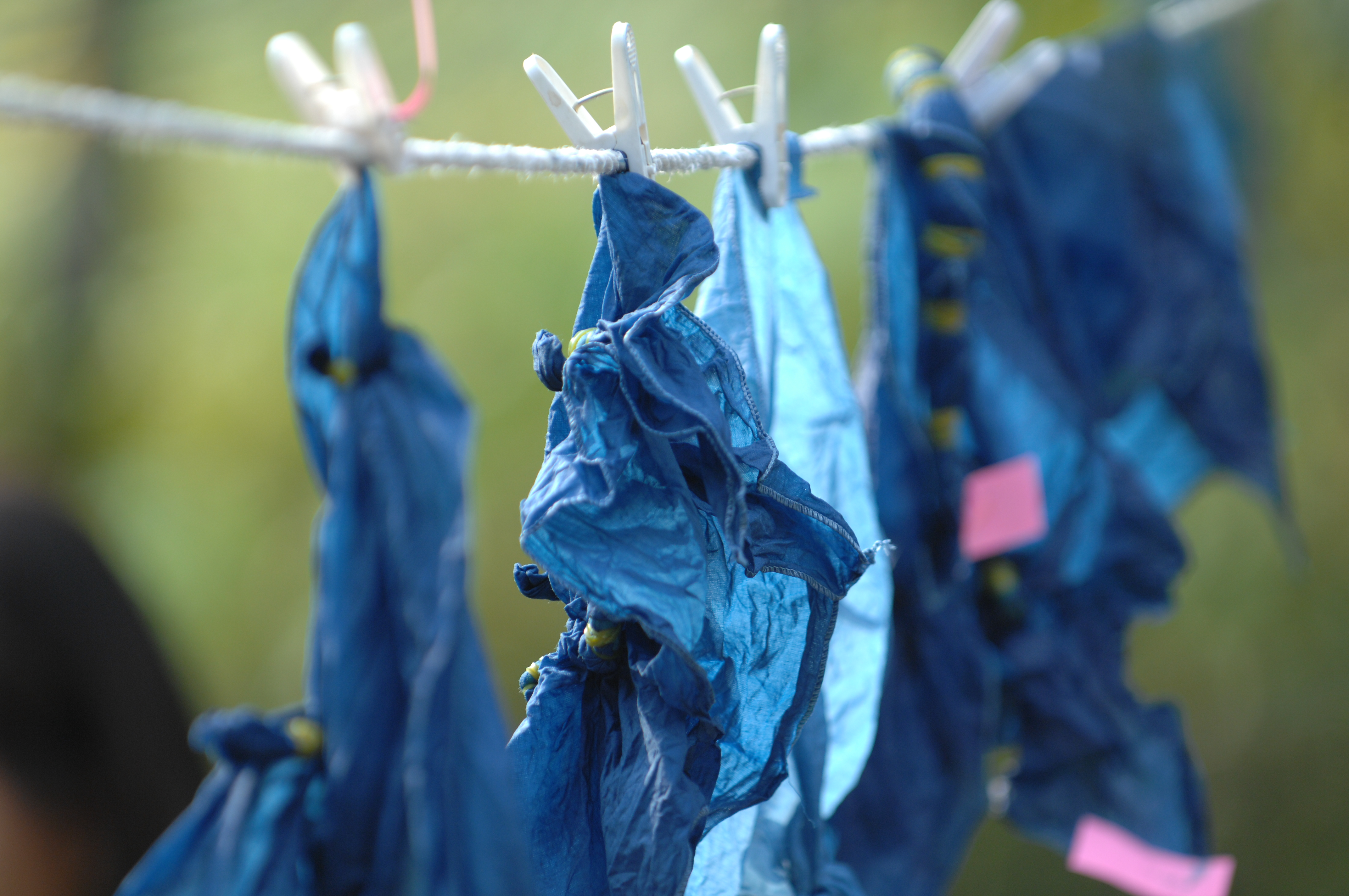
Nhuộm truyền thống Hàn Quốc